# بوروندي في الألعاب الأولمبية
بوروندي في الألعاب الأولمبية الألعاب الأولمبية هي من أهم الأحداث الرياضية في بوروندي، تقوم اللجنة الأولمبية الوطنية البوروندية بالإشراف في شؤون مشاركة بوروندي في الألعاب الأولمبية، شاركت بوروندي أول مرة في الألعاب الأولمبية في دورة 1996 في أتالانتا في الولايات المتحدة، تمكنت بوروندي من الفوز بميدالية ذهبية واحدة كانت في دورة 1996 في سباق 5000 متر.